# پروانکی‌های برزیل
پروانکی‌های برزیل (نام علمی: Macrosoma conifera) نام یک گونه از تیره شاپرک‌های آمریکایی است.